# Rosario Cepeda
María del Rosario Cepeda y Mayo (Cádiz, España, 1756 - Madrid, España, 16 de octubre de 1816) fue una escritora y poetisa española.

## Biografía
Rosario Cepeda debe su fama al eco que entre sus contemporáneos tuvo el resultado del examen público al que fue sometida cuando contaba con 12 años, cuando tradujo y recitó una obra de Anacreonte y una fábula de Esopo. Colaboradora en la prensa gaditana, socia de Honor y Mérito de la Junta de Damas de la Real Sociedad Económica Matritense, de la que fue su secretaria de 1797 hasta 1808, y también de numerosas sociedades culturales de su tiempo.
El Ayuntamiento de Cádiz la nombró regidora honoraria del mismo. Inicia el debate sobre las capacidades intelectuales de las mujeres con la intervención en  Defensa de las Mujeres  del abate Feijoo y se cierra, igualmente, con el Discurso sobre la educación física y moral de las mujeres que Josefa Amar publica en 1790, no es de extrañar que la demostración de la capacidad de una niña, para aprender disciplinas y materias científicas diversas, fuera recibida por sus contemporáneos con admiración e, incluso, que su saber se exhibiera como si de una rareza se tratara. Escribió también Memoria sobre las casas de Expósitos, y el Elogio de la Reyna N.S.; leído en la junta pública de distribución de premios de la Real Sociedad Económica en julio de 1777.
También era frecuente que el acceso de las mujeres a la formación intelectual fuera minoritario y privativo de una aristocracia de sangre o de dinero. Así fue con Rosario Cepeda, hija de Francisco Cepeda, caballero de la Orden de Calatrava, alguacil mayor de la Inquisición y regidor perpetuo de Cádiz y de Isabel Mayo, que bajo la tutela de su preceptor, Juan Antonio González Cañaveras, fue preparada durante un año en diversas materias. Durante tres días de septiembre de 1768 fue examinada de Geografía, Gramática castellana y latina, Historia, Geometría y Francés en una sesión pública.
Un contemporáneo suyo, Juan Bautista Cubié, termina con ella su obra Las mujeres vindicadas, publicada en el mismo año de 1768 y cuenta que Rosario Cepeda disertó en griego, latín, italiano, francés y castellano, contestando a cuantas preguntas sobre las gramáticas respectivas se le hacían y a más de 300 cuestiones sobre Historia. También, afirma Cubié, recitó una Oda de Anacreonte, tradujo una fábula de Esopo y explicó los Elementos de Euclides, suscitando la admiración de cuantas personas presenciaron estas pruebas.
El cabildo gaditano acordó editar un folleto conmemorativo y otorgarle, por los días de su vida, los emolumentos correspondientes a un regidor de la ciudad.
La actividad intelectual de Rosario Cepeda, sin embargo, no es la de una creadora sino más bien la de una mujer ilustrada, que está presente en los foros culturales de su tiempo y que en ellos goza de cierto protagonismo. Como otras mujeres de su entorno social, junto a la formación exigida para una dama de sociedad música, baile y labores de aguja- pudo acceder a conocimientos más amplios en lenguas clásicas y modernas, historia y geometría, pero éstos no modificaron sus funciones que fueron las de un ama de casa instruida con una vida cultural activa.
Su matrimonio con el general Gorostiza la llevó a residir en Madrid, donde desarrollaría una labor continuada en la Junta de Damas. Murió el 16 de octubre de 1816.